# Grand Forks Air Force Base
Grand Forks Air Force Base (AFB) (en français: base aérienne de Grand Forks) est une installation de l'US Air Force dans le nord-est du Dakota du Nord, située au nord d'Emerado et à 26 kilomètres à l'ouest de Grand Forks.
L'unité hôte est la 319th Reconnaissance Wing (en) (319 RW) affectée à l'Air Combat Command (ACC), qui exploite des drones Northrop Grumman RQ-4 Global Hawk, pour ses missions de renseignement ainsi que de surveillance et reconnaissance (ISR). Pendant la guerre froide, la base est  une installation majeure du Strategic Air Command (SAC), avec des bombardiers B-52, des ravitailleurs KC-135 et des missiles balistiques intercontinentaux Minuteman.

## Historique
Grand Forks Air Force Base est créée le 1er décembre 1955, la construction commence à l'automne de la même année. Elle est mise en service le 28 janvier 1957 et est nommée d'après la ville voisine de Grand Forks.

### Air Defense Command
En raison de la poursuite de la guerre froide entre les États-Unis et l'Union soviétique, Grand Forks Air Force Base est à l'origine une base aérienne de chasseurs-intercepteurs de l'Air Defense Command (ADC). Le site est choisi en 1954, et le terrain est racheté aux citoyens de Grand Forks, le site est situé à 24 kilomètres à l'ouest de la ville.
Le 18 février 1957, le 478th Fighter Group (en) est mis en service à Grand Forks. Le 18th Fighter-Interceptor Squadron (en) qui arrive de Wurtsmith Air Force Base (en) le 1er mai 1960, exploite des F-101B Voodoo jusqu'au 15 avril 1971, date à laquelle il est mis en sommeil et où les Voodoos sont retirés du service. Il est remplacé par le 460th Fighter-Interceptor Squadron (en), précédemment situé sur Kingsley Field (en) à Klamath Falls. Le 460e FIS exploite des F-106 Delta Darts jusqu'à ce qu'il soit mis en sommeil le 15 juillet 1974.

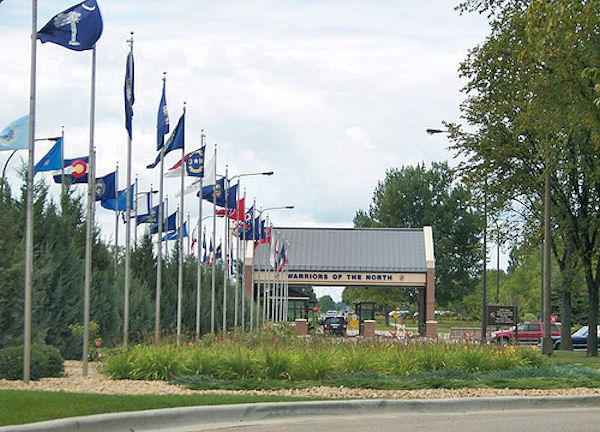
Entrée principale de Grand Forks AFB

En plus des escadrons d'intercepteurs, un centre de données SAGE (DC-11) est installé à Grand Forks en 1958. Le système SAGE est un réseau reliant les stations radar de surveillance générale de l'Air Force (et plus tard de la FAA) dans un centre de défense aérienne, destiné à fournir une alerte précoce et une réponse en cas d'attaque nucléaire soviétique. Le DC-11 est exploité par le Grand Forks Air Defense Sector (en) (GFADS), mis en service le 8 décembre 1957 sous la 31st Air Division (en) à Snelling Air Force Station située dans le Minnesota. Le 1er janvier 1959, le GFADS est transféré au contrôle opérationnel de la 29th Air Divisione (en) de Malmstrom Air Force Base située à Great Falls.
Les opérations du SAGE sont extrêmement étendues et le GFADS est mis en sommeil le 1er décembre 1963, lorsqu'il est fusionné avec le secteur de la défense aérienne de Minot (en) situé à Minot Air Force Base. Avec la mise en sommeil du DC-11, la base est réaffectée de la mission de défense aérienne au Strategic Air Command (SAC).
En 1971, le 18th Fighter-Interceptor Squadron est mis en sommeil et le 460th Fighter-Interceptor Squadron remplace l'unité. Bien que le 460th FIS remporte la première place à la compétition air-air William Tell (en) à Tyndall Air Force Base, en Floride, il est mis en sommeil en 1974 en raison de la restructuration du système de défense aérienne, ce qui met fin aux activités de l'ADCOM à Grand Forks.
Le blockhaus du DC-11 SAGE devient plus tard le quartier général de la 321st Strategic Missile Wing (en). À la suite du retrait du service du missile Minuteman III en 1998, le grand blockhaus est démoli cinq ans plus tard, en juin 2003.

### Safeguard Anti-Ballistic Missile
Le 3 novembre 1967, le ministère de la Défense révèle que la base est l'un des 10 emplacements initiaux à héberger un site Sentinel Anti-Ballistic Missile (en) (ABM). Avec l'annonce du président Richard Nixon du 14 mars 1969, la construction d'une installation «Safeguard» à Grand Forks devient une priorité absolue.
Les équipes d'enquête sélectionnent des sites dans des terres agricoles plates près de la frontière Canada-Minnesota, au nord-nord-ouest de Grand Forks. Quarante kilomètres séparent les sites radar d'acquisition de périmètre (PAR) de 113 hectares et les sites radar de missiles (MSR) de 175 hectares. Quatre sites de lancement déportés de 15 à 18 hectares chacun doivent être situés dans un cercle de 32 kilomètres de rayon autour du MSR. L'inauguration des travaux a lieu sur les sites PAR et MSR le 6 avril 1970. L'excavation se déroule rapidement et les fondations pour le PAR et le MSR sont en place à la mi-mai.
Le 26 mai 1972, le président Nixon et le secrétaire général soviétique Leonid Brejnev signent le traité ABM, qui limite chaque nation à un site pour protéger les forces stratégiques et à un site pour protéger la "National Command Authority". Les travaux étant achevés à environ 85 % à Grand Forks, les États-Unis choisissent de terminer la construction sur le site du Dakota du Nord. Le 21 août 1972, le Corps du génie de l'armée remet le PAR à l'équipe du Safeguard Systems Command (SAFSCOM). Le transfert du MSR a lieu le 3 janvier 1973. Les travaux sur les quatre sites de lancement distants prennent du retard, le dernier s'achève le 5 novembre 1972. Les essais du PAR commencent au cours de l'été 1973.
Le 3 septembre 1974, l'équipe du SAFSCOM est relevée par l'U.S. Army Safeguard Command. Nommé "Stanley R. Mickelsen Safeguard Complex" (à 100 kilomètres au nord-ouest de la base), le site ABM du Dakota du Nord reçoit ses LIM-49 Spartan à tête nucléaire et des missiles Sprint au printemps suivant. Le site est déclaré opérationnel le 1er avril 1975. En raison d'une action du Congrès, l'armée exploite le site pendant moins d'un an. À l'exception du PAR, le complexe est abandonné en février 1976.
En octobre 1977, le PAR passe sous le contrôle opérationnel de l'USAF, qui l'exploite dans le cadre de son système d'alerte précoce. Il a été désigné Cavalier Air Force Station (93 kilomètres au nord-nord-ouest de la base) et reste actif. Il est exploité par le 10th Space Warning Squadron (en) (10th SWS) de l'Air Force Space Command.

### Strategic Air Command

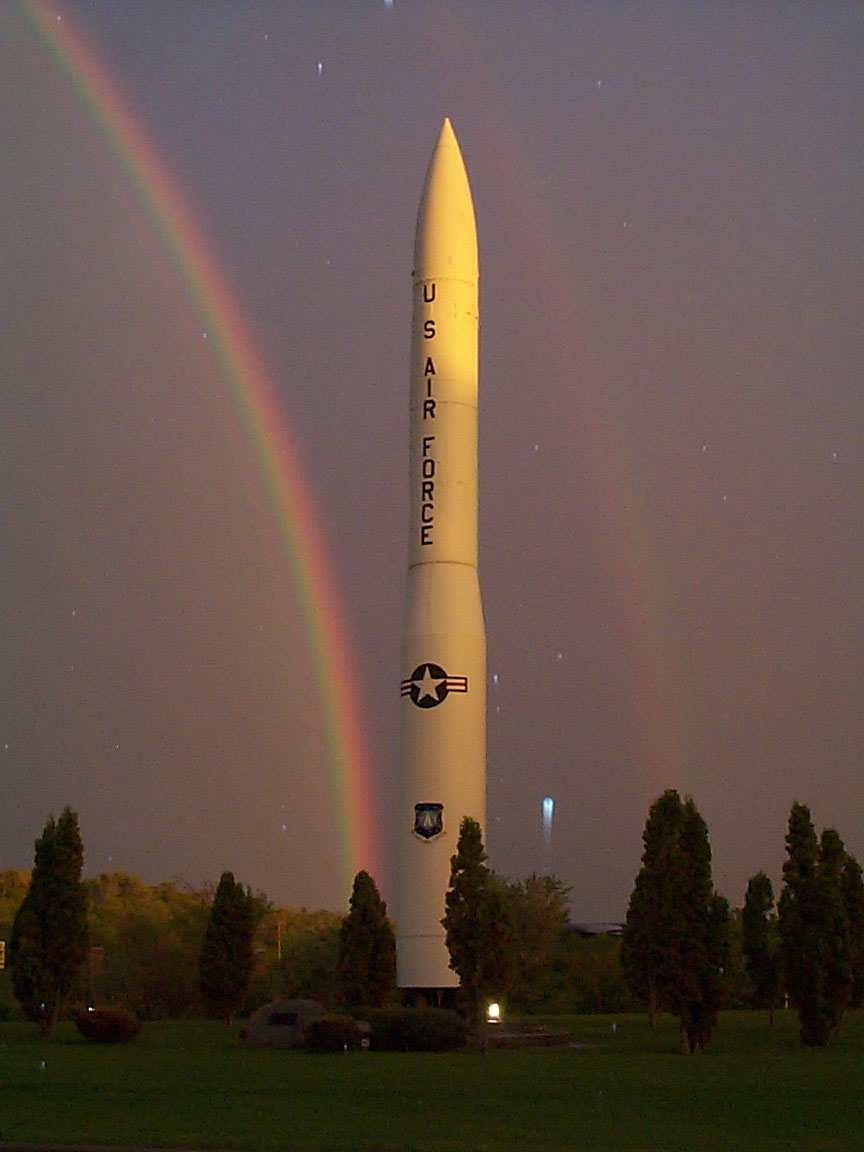
Missile Minuteman III à l'entrée de la base

Le 1er septembre 1958, le Strategic Air Command (SAC) installe la 4133d Strategic Wing à Grand Forks dans le cadre de son plan visant à disperser ses bombardiers lourds B-52 sur un plus grand nombre de bases, rendant ainsi plus difficile pour l'Union soviétique d'assommer toute la flotte avec une première frappe surprise. Bon nombre de ces bases se trouvent près de la frontière américaine avec le Canada; celles proches de Grand Forks Air Force Base dans le centre-nord des États-Unis sont Minot et Glasgow à l'ouest, et Sawyer (en), Kinchloe (en) et Wurtsmith (en) à l'est.
La 4133d SW est renommée 319th Bombardment Wing (319th BW) le 1er février 1963 et est affectée à la 810th Strategic Aerospace Division (en) de la Second Air Force (en) du SAC. Lors de ce changement, l'unité place ses avions en alerte en temps de paix et intègre le Single Integrated Operational Plan avec ses bombardiers et ses ravitailleurs. Dans les années 1960, la base héberge des bombardiers B-52H et des ravitailleurs KC-135A.
En 1973, la 319th Bomb Wing reçoit le missile d'attaque à courte portée AGM-69 (SRAM), remplaçant l'ancien missile air-sol AGM-28 Hound Dog pour ses B-52H. Alors que les activités en Asie du Sud-Est diminuent, la 319th BW concentre tous ses efforts sur la formation des équipages pour effectuer des missions de frappe stratégique.
Le 1er novembre 1964, la 321st Strategic Missile Wing prend le rôle d'unité de missiles balistiques intercontinentaux Minuteman II (ICBM) sur la base, c'est la première du SAC.
En 1965, les trois unités de missiles sont créées et la formation et la certification des équipages commence à Vandenberg Air Force Base dans le sud de la Californie. En août 1965, la base reçoit son premier missile Minuteman II, expédié par train depuis l'usine d'assemblage 77 à Hill Air Force Base à Ogden, en Utah. Au cours du mois de mars suivant, la base reçoit le premier Minuteman II à être expédié par avion, une première pour l'US Air Force. Le Minuteman III remplace son prédécesseur dans les années 1970.
Le 319th passe du B-52H au B-52G remotorisé en 1983 et reçoit le missile de croisière AGM-86 Air Launched Cruise Missile (ALCM) en 1984,. En décembre 1986, le dernier B-52G quitte définitivement la base, remplacé par le B-1B Lancer en 1987. Les avions ravitailleurs sont également remplacés, passant du KC-135A au KC-135R. Un changement dans l'unité hôte se produit à nouveau en 1988, lorsque la 42d Air Division est affectée au soutien de la base à la place de la 321st SMW.

#### Incidents d'aéronefs durant la guerre froide
- Le 2 novembre 1967, un B-52H (61-0030)[3] s'écrase près de Griffiss Air Force Base (en), tuant six des huit à bord[4]. L'appareil subit des problèmes de moteur et tente un atterrissage d'urgence[5].
- Le 15 septembre 1980, un B-52H en état d'alerte subit un feu d'aile qui brûle pendant trois heures, attisé le soir par des vents de 42 km/h. La direction du vent est parallèle au fuselage, qui porte probablement des SRAM dans la baie principale. Huit ans plus tard, un expert en armement témoigne lors d'une audience à huis clos du Sénat américain qu'un changement de direction du vent aurait pu entraîner une explosion conventionnelle et une diffusion généralisée de plutonium radioactif[6].
- En milieu de matinée le 27 janvier 1983, un B-52G (57-6507)[7] explose sur un emplacement de maintenance, tuant cinq mécaniciens et en blessant huit[8],[9],[10]. Une avarie d'une pompe à carburant défectueuse dans un réservoir d'aile est encours de réparation au moment de l'accident[11].

### Années 90
Avec la restructuration de l'Air Force et la dissolution du SAC en 1992, l'unité est transférée à l'Air Combat Command (ACC), puis passe sous l'Air Force Space Command (AFSPC) en 1993.
Le 1er février 1993, l'ACC abandonne la mission nucléaire principale de la 319th Bomb Wing et confie à l'unité la mission de bombardement conventionnel. Le 319th BW commence la planification et la formation pour assurer une telle mission pour contrer les menaces dans le monde entier.
À la suite du départ du dernier avion B-1B en 1994, la base est transférée au nouvel Air Mobility Command (AMC) et la 319th Bomb Wing est renommée 319th Air Refueling Wing (en) (319 ARW). Les KC-135R sont transférés à l'AMC, et les ICBM sont confiés à l'Air Force Space Command (AFSPC).
En mars 1995, la Commission de réalignement et de fermeture des bases de 1995 (en) (BRAC) sélectionne la 321st Strategic Missile Wing pour la mise en sommeil. L'unité est d'abord rétrogradée au statut de groupe, puis mise en sommeil le 30 septembre 1998. Les silos Minuteman de la base sont détruits conformément au Traité sur la réduction des armements stratégiques (START II), entre 1999 et 2001. Les missiles Minuteman III sont transférés à Malmstrom Air Force Base à Great Falls, dans le Montana, pour remplacer les anciens modèles Minuteman II. Les ICBM Minuteman III subsistent sur trois bases de l'USAF: Malmstrom, Minot et FE Warren.

### Vingt-et-unième siècle
En mai 2005, la commission de réalignement et de fermeture de base du DoD en 2005 (en) recommande que Grand Forks soit restructurée. La mission de ravitaillement de la base est perdue, avec une réduction significative du personnel, mais la base ne ferme pas.
Le RQ-4 Global Hawk est affecté à Grand Forks et, le 1er mars 2011, l'unité est renommée 319th Air Base Wing (en) (319 ABW). Les premiers RQ-4 arrivent en mai 2011 et sont affectés au 69th Reconnaissance Group (en), de l'Air Combat Command. À partir de 2012, la base reçoit plusieurs nouveaux Global Hawks Block 40. Le 13 juin 2017, le 319 ABW est transféré de l'Air Mobility Command à l'Air Combat Command.
Le 11 mai 2019, la secrétaire de l'armée de l'air, Heather Wilson, annonce que la 319th Air Base Wing doit être renommée 319th Reconnaissance Wing lors d'une cérémonie le 28 juin 2019.
Le 28 juin 2019, la 319th Air Base Wing est renommée 319th Reconnaissance Wing et le 69th Reconnaissance Group mis en sommeil.

### Commandements principaux d'affectation
- Air Defense Command, 25 juillet 1956
- Strategic Air Command, 1er juillet 1963
- Air Combat Command, 1er juin 1992
- Air Mobility Command, 1er octobre 1993
- Air Combat Command, depuis 13 juin 2017[16]

### Unités majeures affectées
- 69th Reconnaissance Group (en): Depuis septembre 2011
- 4133d Strategic Wing (en): 1er septembre 1958 - 1er février 1963
- 905th Air Refueling Squadron (en): 1er février 1960 - 1er décembre 2010
- 319th Bombardement Wing: Depuis le 1er février 1963
  - Renommée 319th Air Refueling Wing (en): le 1er octobre 1993
  - Renommée 319th Air Base Wing (en): 1er mars 2011 - 28 juin 2019
  - Renommée 319th Reconnaissance Wing: depuis le 28 juin 2019
- 4th Air Division (en): 1er septembre 1964 - 30 juin 1971
- 321st Strategic Missile Wing (en) (puis Missile Wing, puis Missile Group): 1er novembre 1964 - 30 septembre 1998
- 804th Combat Support Group: 18 août 1964 - 31 juillet 1972
- Grand Forks Air Defense Sector (en): 8 décembre 1957 - 1er décembre 1963
- 478th Air Base Squadron: 8 février 1957 - 1er février 1961
- 478th Air Base Group: 1er février 1961 - 1er juillet 1963
- 478 Fighter Group: 8 février 1957 - 1er février 1961
- 478th Fighter Wing (en): 1er février 1961 - 1er juillet 1963
- 18th Fighter-Interceptor Squadron (en): 1er mai 1960 - 15 avril 1971
- 460th Fighter-Interceptor Squadron (en): 16 avril 1971 - 15 juillet 1974

Références

## Unités
Unités navigantes et non navigantes basées sur la base,,,,:

### United States Air Force

#### Air Combat Command (ACC)
- Sixteenth Air Force (en)
  - 319th Reconnaissance Wing (en)
    - 319th Comptroller Squadron
    - 319th Operations Group (en)
      - 319th Aircraft Maintenance Squadron
      - 319th Operations Support Squadron
      - 348th Reconnaissance Squadron (en) - R/RQ-4B Global Hawk

    - 319th Medical Group
      - 319th Health Care Operations Squadron
      - 319th Medical Support Squadron
      - 319th Operational Medical Readiness Squadron

    - 319th Mission Support Group
      - 319th Civil Engineer Squadron
      - 319th Communications Squadron
      - 319th Contracting Flight
      - 319th Logistics Readiness Squadron
      - 319th Force Support Squadron
      - 319th Security Forces Squadron

#### Air Education and Training Command (AETC)
- Second Air Force (en)
  - 82nd Training Wing
    - 982nd Training Group
      - 372nd Training Squadron
        - Detachement 27

#### Civil Air Patrol
- North Central Region
  - North Dakota Wing (en)
    - Grand Forks Composite Squadron (ND-005)

### United States Customs and Border Protection

#### Air and Marine Operations(en)
- National Air Security Operations Center-MQ9-Reaper et différents avions et hélicoptères